# Das Buch der vergessenen Artisten
Das Buch der vergessenen Artisten ist der zweite, im September 2018 erschienene Roman der deutschen Schriftstellerin Vera Buck. Erzählt wird die Geschichte zweier in Berlin lebender Schausteller in den Jahren des Nationalsozialismus.

## Aufbau
Der historische Roman erzählt die Geschichte des Mathis Bohnsack und dessen Lebensgefährtin Meta in zwei parallelen Handlungssträngen.
Der Prolog führt den Leser in das Berlin des Jahres 1935, während das erste Kapitel unter der Überschrift „Der Anfang – Elektrische Wunder“, den zweiten Erzählstrang, beginnend in Langweiler, einem Ort in der deutschen Provinz im Jahre 1902, einleitet. Von da an wird die Handlung in insgesamt vierzig Kapiteln, stets abwechselnd zwischen den beiden Erzählsträngen hin- und herpendelnd, erzählt. Das Buch endet mit einem „Die letzte Seite“ benannten Epilog.
Dem Roman steht ein Zitat von Florian Weiland aus „Die vergessene Generation“ voran.
Nach dem Prolog folgt ein Zitat der Autoren Messen-Jaschin, Dering, Cuneo aus deren Publikation „Die Welt der Schausteller vom XVI. bis zum XX. Jahrhundert.“.
Dem 31. Kapitel steht ein Zitat aus Vicki Baums Erinnerungen voran.
Das Buch schließt mit einer Liste aller im Roman vorkommenden historischen Personen.

## Inhalt
Langweiler 1902: Mathis Bohnsack, der 13. Sohn eines Bohnenbauers, kennt nur sein Leben auf den Feldern und auf dem Hof seiner Eltern. Erst als er eines Tages auf dem Jahrmarkt einen Röntgenapparat sieht, mit dem Menschen durchleuchtet werden können, ist er sofort fasziniert und es fällt im nicht schwer, sich den Schaustellern anzuschließen und die Welt jenseits der Hügel, die sein Dorf umgeben, zu entdecken. Gemeinsam mit Meister Bo zieht er durch den deutschen Süden, lernt das Oktoberfest kennen und kommt irgendwann nach Zürich, wo er in Walter Brückners Panoptikum Arbeit als Röntgenkünstler findet.
In Zürich begegnet Mathis der Kraftfrau Meta und verliebt sich auf den ersten Blick in sie. Sie ziehen nun gemeinsam durch die Lande, bis sie eines Tages nach Paris kommen, wo sie im Folies Bergère arbeiten können. Dort lernen sie die Amerikanerin Loie Fuller kennen. Diese weckt in Meta den Wunsch, nach Amerika zu gehen. Doch nach einem Unfall muss sie diesen Traum zunächst begraben.
Berlin 1935: Meta und Mathis leben in einer Wohnwagensiedlung am Rande Berlins. Es ist keine gute Zeit für Artisten. Es gibt kaum noch Auftrittsmöglichkeiten, Bühnen werden dichtgemacht, Auftrittsverbote verhängt. Und eines Nachts werden die Künstler und Artisten aus ihrer Siedlung verschleppt. Berlin soll für die Olympischen Spiele aufgeräumt werden.
Mathis beschließt, ein Buch gegen das Vergessen zu verfassen. Ein Buch mit den Lebensgeschichten all der Artisten und Künstler, von denen er befürchtet, dass sie sonst allzu schnell in Vergessenheit geraten würden. Metas Wunsch, nach Amerika auszureisen, erwacht aufgrund der Umstände aufs Neue und dieses Mal will sie ihn um jeden Preis umsetzen. Verfolgt von der Gestapo beginnt eine abenteuerliche Flucht aus Deutschland.

## Hintergrund
Vera Buck bezieht sich mit diesem Buch auf die sogenannte „Verschollene Generation“. Bei ihren Recherchen zum Jahrmarktröntgen stolperte sie über die Frage, wohin die vielen Artisten, Völkerschauen, Kleinwüchsigen und ausgestellten Behinderten in den Dreißigerjahren verschwunden sind. Im Nachwort schreibt sie: „Wie Mathis konnte ich nicht akzeptieren, dass ihre Existenzen einfach so von den Nazis hatten ausradiert werden können. Dass es nicht einmal Einträge zu Verhaftungen oder Einweisungen gab!“ So lässt sie viele davon wieder aufleben, Menschen, von denen „heute oft nicht mehr als eine verblichene Autogrammkarte übrig ist - und meist nicht mal die.“ So lernt der Leser zum Beispiel „Den Schönen Andrahama“ kennen, einen Zauberer aus einer Völkerschau von Hagenbecks Singhalesen, Flora le Dirt, eine Kolossal- und Riesendame, die auch in Varietés auftrat, sowie den «Eisenkönig» Siegmund Breitbart und viele weitere, die als «Hautmensch», «menschliches Nadelkissen» oder «Haarathlet» ihren Lebensunterhalt verdienten.
Von Interesse ist auch die auf der Vorlage der historisch verbrieften Künstlerin Charlotte Rickert beruhende Figur, von der im Roman geschildert wird, dass sie als Kraftwunder 1936 bei den Olympischen Spielen als einzige weibliche Teilnehmerin im Gewichtheben alle männlichen Gegner in ihrer Gewichtsklasse geschlagen haben soll und statt der erkämpften Goldmedaille mit einer Sondermedaille ausgezeichnet worden sein soll. Für die so von Buck beschriebene Olympiateilnahme Rickerts fehlen jedoch historische Belege.
Darüber hinaus treffen Mathis und Meta im Laufe der Jahre auf weitere Künstler, deren Werdegang sich weitaus erfolgreicher gestaltete. Im Paris zwischen 1904 und 1908 befreunden sie sich mit der amerikanischen Tänzerin Loie Fuller, treten gemeinsam mit einem sehr jungen Charles Chaplin auf und begegnen der Musikstudentin Agatha Mary Clarissa Miller. Ebenso lernen sie eine junge Sängerin namens Gabrielle Chanel kennen, die sie für ihre Frauenrechtsbewegung einspannen möchte, und teilen sich 1908 in Wien mit dem erfolglosen Maler und Komponisten Adolf Hitler eine Toilette.
Eine wichtige Rolle als Freundin der beiden Protagonisten spielt Claire Waldoff, die Mitte der Dreißigerjahre in Berlin mit Auftrittsverboten zu kämpfen hatte.

## Rezeption
Vera Bucks zweiter Roman wurde durchweg positiv aufgenommen. Zwar wird dem Buch die eine oder andere Länge vorgeworfen, die Figurenzeichnung und auch Bucks Schreibstil werden jedoch allenthalben gelobt.

„Vera Buck lässt sie [die Jahrmarktartisten] wieder auferstehen, 750 prall gefüllte Seiten lang, mit liebevollen Worten für ihre kleinen Helden und lakonisch-süffisanten Bemerkungen.“

„Trotz all seiner Länge(n) wird der Roman selten langweilig. […] Ihre Figuren hält Vera Buck sehr lebendig. Selbst bei den zahlreichen Nebencharakteren hat man oft das Gefühl, dass man sie auf wenigen Seiten sehr gut kennenlernt. Und wer hätte gedacht, dass in einem Buch über Menschen, die unter Hitlers Tyrannei litten, auch Humor eine so wichtige Rolle spielen würde? Ja, „Das Buch der vergessenen Artisten“ hat auch vielfach sympathischen Humor […]“

„Die Romane von Vera Buck bedeuten ein ganz besonderes, ein unvergleichlich grandioses Leseereignis bis zum letzten Satz. Mit ‹Das Buch der vergessenen Artisten› gelingt ihr eines der besten, interessantesten Lektürehighlights, die man überhaupt in die Hände kriegen kann. Definitiv literarisch höchst wertvoll! Die Autorin beherrscht die Erzählkunst auf höchstem Niveau. Sie kann schreiben, so fesselnd und mitreißend wie kaum jemand sonst ihrer Zunft.“

„Buck nimmt sich einer Seite der Gesellschaft an, die es auch in der heutigen Zeit noch schwer hat, sie stellt die Artisten und Schausteller und deren Schicksale in der Zeit von 1902 bis 1939 in den Fokus ihrer Geschichte. […] Buck schafft es, in diesem Buch trotz der harten Thematik, den Humor nicht zu kurz kommen zu lassen. Ihre Figuren verfügen über einen gesunden Menschenverstand und eine gehörige Portion Lebenstüchtigkeit und Selbstironie. Diese Mischung macht das Buch so lesenswert.“

## Ausgaben
- Deutschland
  - Das Buch der vergessenen Artisten, Limes Verlag, München 2018, Hardcover, 751 Seiten, ISBN 978-3-8090-2679-2.
  - Das Buch der vergessenen Artisten, Blanvalet Taschenbuch Verlag, München 2021, Taschenbuch, 752 Seiten, ISBN 978-3-7341-0748-1
- Niederlande
  - Het boek van de vergeten artiesten, Karakter, Uithoorn 2019, Hardcover, 656 Seiten, ISBN 978-90-452-1714-7, übersetzt von Corry van Bree

## Verweise
1. ↑  Florian Weiland: Die vergessenen Generation. In: Südkurier vom 14. April 2016.
2. ↑  Le monde des forains du XVIe au XXe siecle, Editions des trois continents (1986), ISBN 978-2-88001-195-6
3. ↑  Vicki Baum: Es war alles ganz anders, Erinnerungen, Verlag Kiepenheuer & Witsch, Köln 1987
4. ↑  Kienzle, Karl: Fotosammlung Karl Kienzle: VI. Truppenbetreuung 1944. Landesarchiv Baden-Württemberg, Abt. Hauptstaatsarchiv Stuttgart, abgerufen am 29. Juli 2019.
5. ↑  Das Buch der vergessenen Artisten, Nachwort der Autorin, S. 749
6. ↑  Unbekannte Überschrift. In: ndr.de. Archiviert vom Original (nicht mehr online verfügbar) am 13. April 2019; abgerufen am 13. März 2024.  Info: Der Archivlink wurde automatisch eingesetzt und noch nicht geprüft. Bitte prüfe Original- und Archivlink gemäß Anleitung und entferne dann diesen Hinweis.
7. ↑  http://schreiblust-leselust.de/vera-buck-das-buch-der-vergessenen-artisten
8. ↑  http://www.literaturmarkt.info/cms/front_content.php?idcat=81&idart=10806
9. ↑  Archivierte Kopie (Memento des Originals vom 6. März 2019 im Internet Archive)  Info: Der Archivlink wurde automatisch eingesetzt und noch nicht geprüft. Bitte prüfe Original- und Archivlink gemäß Anleitung und entferne dann diesen Hinweis.